# 294295 Brodardmarc
294295 Brodardmarc è un asteroide della fascia principale. Scoperto nel 2007, presenta un'orbita caratterizzata da un semiasse maggiore pari a 2,5593755 UA e da un'eccentricità di 0,3210535, inclinata di 2,59640° rispetto all'eclittica.